# Bram De Looze

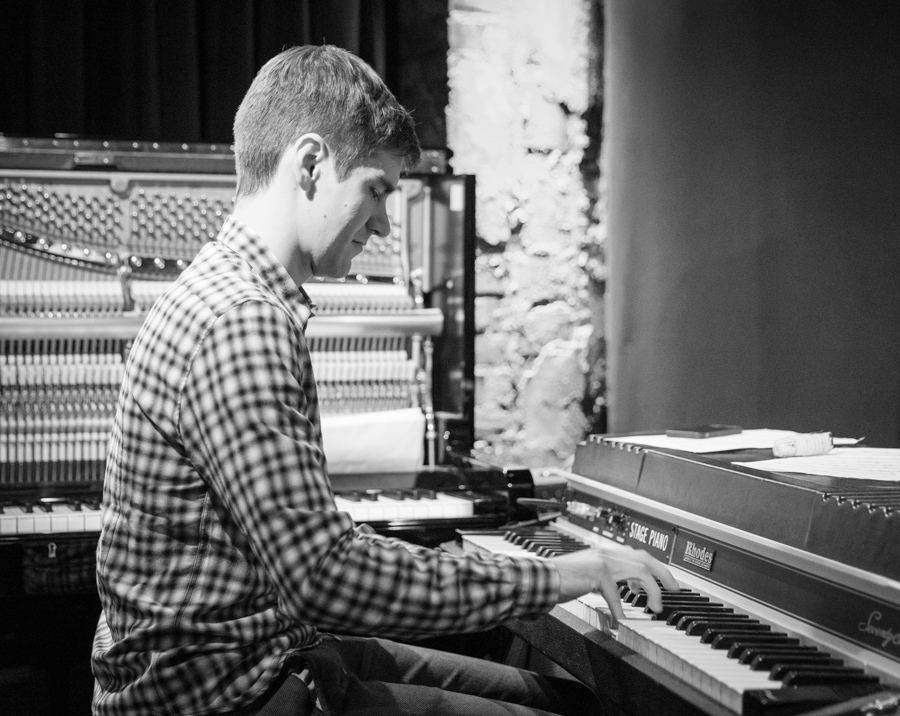
Bram De Looze (2017)

Bram De Looze (* 23. Januar 1991 in Knokke-Heist) ist ein belgischer Jazzmusiker (Piano, Komposition).

## Leben und Wirken
De Looze war bereits in jungen Jahren als Jazzpianist bekannt. Er studierte zunächst Jazzpiano am Lemmens Instituut in Löwen bei Ron Van Rossum und am Konservatorium von Antwerpen bei Erik Vermeulen. Gemeinsam mit seinem LABtrio-Kollegen Lander Gyselinck studierte er 2012 in New York weiter und besuchte die New School for Jazz and Contemporary Music, wo er von Marc Copland, Reggie Workman und Uri Caine betreut wurde.
De Looze gehörte zu verschiedenen Bands wie Pentadox, LABtrio, Stéphane Galland & The Mystery of KEM und Stephanos Chytiris’ Flux. Bereits als Jugendlicher tourte er europaweit mit dem LABtrio (mit Schlagzeuger Lander Gyselinck und der Bassistin Anneleen Böhme), das auch später Bestand hatte. Später gründete er die Gruppe Septych. Unter der Betreuung seines Mentors, des Klavierbauers Chris Maene, gab er 2017 sein Solo-Klavierdebüt mit Piano e Forte, bei dem er auf drei verschiedenen historischen Flügel aus dessen Sammlung spielte. 2018 folgte ein weiteres Soloalbum, Switch the Stream. Weitere Aufnahmen entstanden in New York mit Dre Hocevar (Coding of Evidentiality und Collective Effervescence, 2014), außerdem mit dem Axel Gilain Quartet (Talking to the Mlouk, 2014), der Formation Lassen (Eventyrer, 2018), Antoine Pierre, Ben Sluijs und im Trio mit Joey Baron und Robin Verheyen ( Mixmonk, Universal Music Belgium, 2018). 2020 legte er das Soloalbum Colour Talk vor.
Weiterhin trat De Looze mit Bert Joris, Dré Pallemaerts, Nic Thys und mit dem Brussels Jazz Orchestra mit Maria João und David Linx auf; mit Greg Cohen konzertierte er auf dem Festival Jazz Middelheim. Im Bereich des Jazz war er laut Tom Lord zwischen 2012 und 2022 an 16 Aufnahmesessions beteiligt. Zu hören ist er auch auf Devin Grays EP To the Point (2024).

## Preise und Auszeichnungen
Bei Gent Jazz 2016 gewann De Looze den SABAM-Jazzpreis als „junges Talent“. 2018 erhielt er einen Klara-Preis als vielversprechendes junges Talent.

## Diskografische Hinweise
- Septych (Clean Feed Records, 2014), mit Robin Verheyen, Gebhard Ullmann, Bo Van Der Werf, Lester St. Louis, Daniel Levin, Flin Van Hemmen
- LABtrio featuring Michaël Attias & Christopher Hoffman:  The Howls Are Not What They Seem (Igloo Records, 2015), mit Anneleen Boehme, Lander Gyselinck
- Spotting Gateways (Dox, 2024)